# جوهان أويركس
جوهان أويركس (ولد في 1958 في ديبنبيك [الإنجليزية]) هو عالم في علم وظائف الأعضاء وعلم الأحياء الجزيئي بلجيكي الجنسية. وهو بروفيسور في مدرسة لوزان الاتحادية للفنون التطبيقية.

## حياته وعملة
جوهان أويركس درس الطب في جامعة لوفان الكاثوليكية وتحصل علي الدكتوراه هناك في 1982، وذلك كباحث ما بعد الدكتوراه.

## روابط خارجية
- صفحته الرئيسية على موقع مدرسة لوزان الاتحادية